# 李通玄

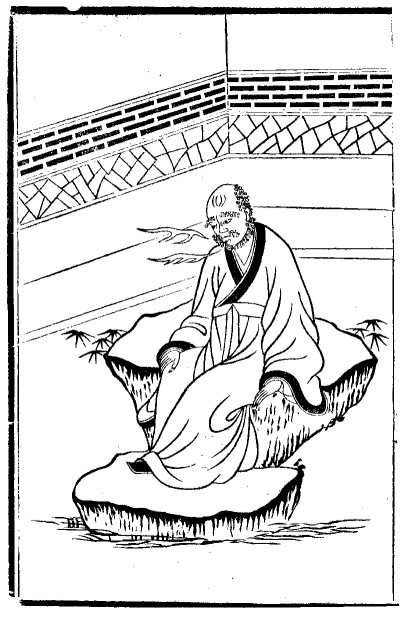
通玄禪師

李通玄（635年—730年），河北沧州人，唐朝佛教华严经学者。
其精通儒家與佛学典籍，开元七年（719年），他在太原府寿阳方山的土龛中隐居，研究《华严经》。因为每天仅以枣、柏叶饼为食，世称枣柏大士。开元十八年去世。宋徽宗赐号显教妙严长者。其著有《华严经论》、《华严经会释论》、《略释新华严经修行次第决疑论》等。